# Këlcyrë
Këlcyrë é uma vila e município (em albanês:  bashkia) da Albânia localizada no distrito de Përmet, prefeitura de Gjirokastër.